# Edificio Clune
Edificio Clune  es un edificio histórico ubicado en Miami Springs, Florida.  Edificio Clune se encuentra inscrito  en el Registro Nacional de Lugares Históricos desde el 1 de noviembre de 1985.  

## Ubicación
Edificio Clune se encuentra dentro del condado de Miami-Dade en las coordenadas 25°49′17″N 80°16′53″O / 25.821389, -80.281389.